# Атомная система единиц
Атомная система единиц или система единиц Хартри — одна из естественных систем единиц, применяемая в разделах физики, где в расчётах часто используется заряд и масса электрона, например в атомной физике, нерелятивистской квантовой механике и квантовой электродинамике. Впервые предложена Д. Хартри в 1928 году.
Основными единицами измерения в атомной системе единиц, по определению, являются заряд электрона {\displaystyle e}, масса электрона {\displaystyle m_{\text{e}}} и редуцированная постоянная Планка ħ, числовые значения которых, соответственно, в ней полагаются равными единице: {\displaystyle m_{\text{e}}=1,\ e=1,\dots }
Основным преимуществом атомной системы единиц является значительное упрощение ряда основных уравнений. Так, например, уравнение Шредингера для атома водорода в ней имеет вид
{\displaystyle \Delta \psi +2\left(E+{\frac {1}{r}}\right)\psi =0,}
где {\displaystyle r} — радиальная координата, а {\displaystyle E} — энергия атома.
Существенными недостатками атомной системы единиц являются: очень далёкие от практики значения производных единиц; значения некоторых постоянных известны с недостаточной точностью, и их уточнение потребовало бы изменения образцовых мер; открытие новых физических явлений или закономерностей может привести к существенному изменению соотношений между значениями единиц, принятых за основные.
| Единица                           | Именование                       | Символ                                                    | Значение в СИ                   |
| --------------------------------- | -------------------------------- | --------------------------------------------------------- | ------------------------------- |
| Масса                             | Масса покоя электрона            | {\displaystyle m_{\text{e}}}                              | 9,109 383 7015(28)⋅10−31 кг     |
| Длина                             | Боровский радиус                 | {\displaystyle a_{0}=\hbar /(m_{\text{e}}c\alpha )}       | 5,291 772 109 03(80)⋅10−11 м    |
| Время                             | Атомная единица времени          | {\displaystyle \hbar /(m_{\text{e}}c^{2}\alpha ^{2})}     | 2,418 884 326 5857(47)⋅10−17 с  |
| Заряд                             | Элементарный заряд               | {\displaystyle e}                                         | 1,602 176 634⋅10−19 Кл          |
| Угловой момент                    | Редуцированная постоянная Планка | {\displaystyle \hbar =h/(2\pi )}                          | 1,054 571 817…⋅10−34 Дж·с       |
| Энергия                           | Энергия Хартри                   | {\displaystyle E_{\text{h}}=m_{\text{e}}c^{2}\alpha ^{2}} | 4,359 744 722 2071(85)⋅10−18 Дж |
| Напряжённость электрического поля | Атомная единица напряжённости    | {\displaystyle E_{\text{h}}/(ea_{0})}                     | 5,142 206 747 63(78)⋅1011 В/м   |